# Порта Преториана
Порта Преториана (лат. Porta Praetoriana) — некогда одни из четырёх ворот лагеря преторианцев в Риме, ставшие позднее частью стены Аврелиана.
Эти ворота находились в северной части лагеря. Вся северо-восточная часть лагеря была встроена в стену, ворота были замурованы, однако в кирпичной кладке видны стены башни, три сводчатых окна в верхней части ворот и зубцы.